# Kanton Remich
Het kanton Remich (Luxemburgs: Kanton Réimech) is een van de kleinste kantons van het Groothertogdom Luxemburg en ligt in het uiterste zuidoosten van het land. In het noorden grenst het aan het kanton Grevenmacher, in het oosten aan Duitsland, in het zuiden aan het Franse regio Grand Est en in het westen aan de kantons Esch-sur-Alzette en Luxemburg.

## Onderverdeling
Het kanton Remich bestaat uit 7 gemeenten:
1. Bous-Waldbredimus
2. Dalheim
3. Lenningen
4. Mondorf-les-Bains
5. Remich
6. Schengen
7. Stadtbredimus

Capellen · Clervaux · Diekirch · Echternach · Esch-sur-Alzette · Grevenmacher · Luxemburg · Mersch · Redange · Remich · Vianden · Wiltz

 Europa · Luxemburg · Kantons · Gemeenten 